# Bron
Bron es una ciudad y comuna francesa situada en la Metrópoli de Lyon, de la región de Auvernia-Ródano-Alpes.

## Historia
Bron pertenece al reino de Francia desde 1349. En 1852, Bron fue separada del departamento de Isère e incorporada al de Ródano.
Es actualmente una ciudad en pleno desarrollo, considerada como una ciudad dormitorio. No cuenta con grandes monumentos pero sí es destacable su actividad cultural, con su interesante semana de cine.

## Hermanamiento
Está hermanada con Talavera de la Reina, en España.[cita requerida]

## Demografía
| 441 | 446 | 448 | 694 | 798 | 850 | 929 | 999 | 981 | 981 | 1 010 | 1 041 | 1 015 | 2 168 | 2 470 | 2 712 | 2 691 | 2 665 | 3 206 | 3 506 | 4 160 | 6 397 | 8 774 | 12 423 | 13 161 | 12 597 | 14 195 | 26 959 | 41 619 | 44 563 | 40 638 | 39 683 | 37 369 | 38 833 | 39 232 | 41 543 |
| Para los censos de 1962 a 1999 la población legal corresponde a la población sin duplicidades (Fuente: INSEE [Consultar]) |     |     |     |     |     |     |     |     |     |       |       |       |       |       |       |       |       |       |       |       |       |       |        |        |        |        |        |        |        |        |        |        |        |        |        |